# Gibberula turgidula
Gibberula turgidula is een slakkensoort uit de familie van de Cystiscidae. De wetenschappelijke naam van de soort is voor het eerst geldig gepubliceerd in 1900 door Locard & Caziot.